# Luleå tingsrätt
Luleå tingsrätt är en av tingsrätt i Norrbottens län med kansli i Luleå. Tingsrättens domkrets omfattar kommunerna Arjeplog, Arvidsjaur, Boden, Luleå, Piteå samt Älvsbyn. Tingsrätten med dess domkrets ingår i domkretsen för Hovrätten för Övre Norrland.

## Administrativ historik
Vid tingsrättsreformen 1971 bildades denna tingsrätt den 1 januari 1971 i Luleå av Luleå rådhusrätt. 1969 hade Råneå landskommun och Nederluleå landskommun inkorporerats i Luleå stad. Före 1969 tillhörde de två kommunerna Luleå domsaga och Luleå tingslag (efter inkorporeringen bytte Luleå domsaga och Luleå tingslag namn till Bodens domsaga och Bodens tingslag). Från 1971 omfattade Luleå domsaga Luleå kommun.
28 januari 2002 upphörde Bodens tingsrätt och Piteå tingsrätt och ur de domsagorna övergick till denna domsaga: Bodens kommun från Bodens domsaga samt Arjeplogs, Arvidsjaurs, Piteå och Älvsbyns kommuner från Piteå domsaga.
Tingsrätten har förutom Luleå en tid efter 2002 haft tingsställen i Arjeplog, Arvidsjaur och Piteå.

## Lagmän
- 1971–1975: Bengt Jacobson
- 1975-1980: Jan Lindström
- 1980-1994: Richard Brännström
- 1994-2007: Hans Brusewitz
- 2007–: Erik Graeske[4]